# McDonnell Douglas MD-11

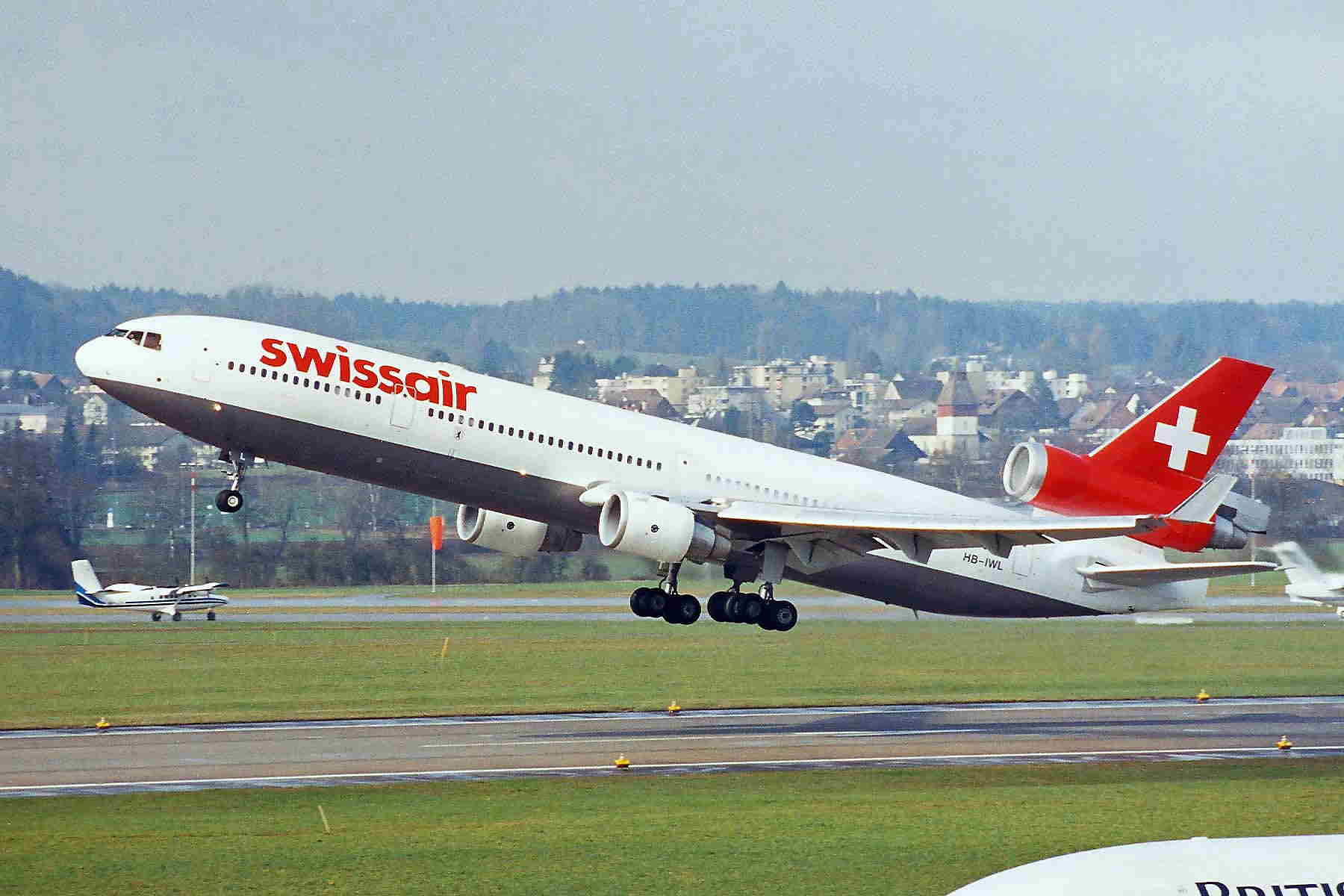
Swissair md 11

McDonnell Douglas MD-11 là chiếc máy bay phản lực thân rộng, một tầng, ba động cơ có tầm bay từ trung bình đến xa, do McDonnell Douglas và sau này là Boeing Commercial Airplanes sản xuất. Chiếc MD-11 có thiết kế tương tự chiếc DC-10, nhưng dài hơn, sải cánh rộng hơn và được trang bị thêm cánh lượn, cánh đuôi nhỏ hơn, động cơ mới hơn và sử dụng nhiều vật liệu composite hơn. Chiếc máy bay có hai động cơ gắn bên dưới hai cánh máy bay và động cơ thứ ba gắn ở cánh đuôi. Chiếc máy bay này có buồng lái màn hình hiển thị, nhờ đó giảm số lượng phi công cần thiết từ ba người trên chiếc DC-10 xuống còn hai.

## Thiết kế

Động cơ thứ ba của chiếc MD-11 nằm ở gốc cánh đuôi, giống như trên chiếc DC-10

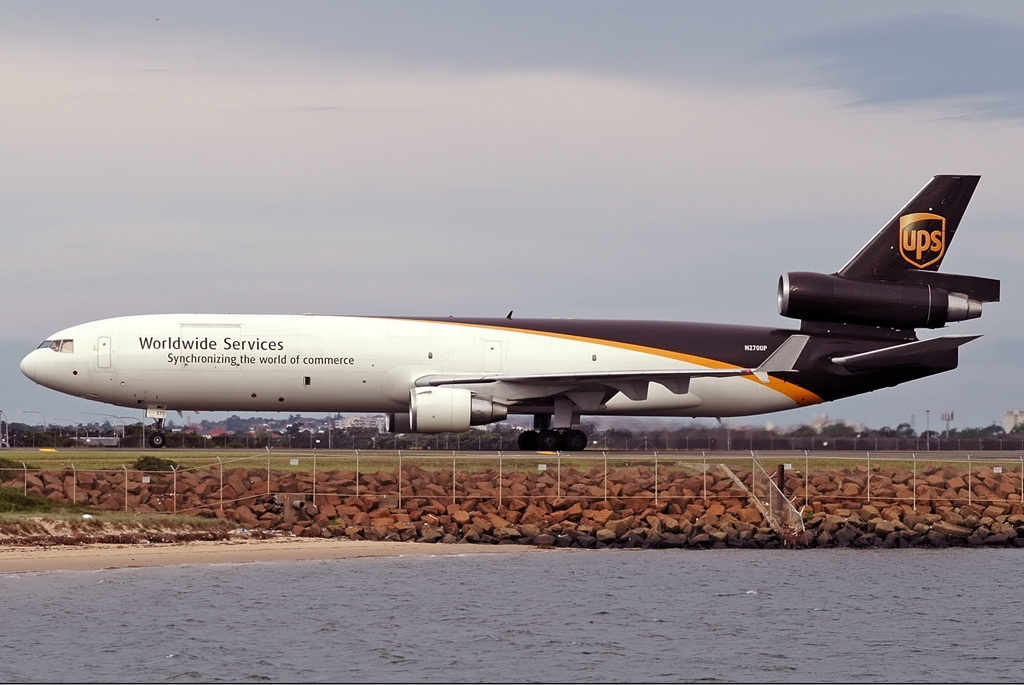
Ups airlines MD-11

MD-11 là máy bay thân rộng, một tầng, hai lối đi có hai động cơ nằm trên hai cánh trái và phải, một động cơ ở gốc của cánh đuôi. Tuy thiết kế dựa trên chiếc DC-10, nhưng chiếc MD-11 có thân dài hơn, sải cánh rộng hơn và được gắn thêm cánh lượn, cấu trúc cánh chính và cánh đuôi được tối ưu, sử dụng động cơ mới hơn và nhiều vật liệu composite hơn, đồng thời cánh đuôi chiếc MD-11 cũng nhỏ hơn cánh đuôi chiếc DC-10. Các cánh lượn giúp tiết kiệm nhiên liệu chỉ khoảng 2,5%.
Buồng lái trên chiếc MD-11 là kiểu buồng lái dành cho hai phi công, được lắp đặt sáu màn hình rộng ống tia âm cực (CRT) và các máy tính VIA 2000 của Honeywell. Thiết kế khoang lái được gọi là Advanced Common Flightdeck (ACF) và nó cũng có mặt trên chiếc Boeing 717. Các tính năng khác của khoang lái gồm có hệ thống khí cụ điện tử, hai hệ thống quản lý bay, một hệ thống hiển thị lỗi trung tâm, và hệ thống định vị toàn cầu. Chiếc máy bay có thể hạ cánh tự động trong điều kiện thời tiết xấu theo tiêu chuẩn IIIb cũng như được trang bị hệ thống điều hướng trên không Future Air Navigation Systems.
Chiếc MD-11 còn được lắp đặt các cầu chì thủy lực vốn là những cải tiến lớn so với những chiếc DC-10, để đề phòng trường hợp mất lái khi hệ thống thủy lực bị hỏng.